# إيما ريجبي
إيما ريجبي (بالإنجليزية: Emma Rigby) هي عارضة وممثلة بريطانية، ولدت في 26 سبتمبر 1989 في المملكة المتحدة.

## أعمال

### أفلام
- (2013) المستشار[5]
- (2014) الحب اللانهائي[6][7]

## وصلات خارجية
- إيما ريجبي على موقع IMDb (الإنجليزية)
- إيما ريجبي على موقع روتن توميتوز (الإنجليزية)
- إيما ريجبي على موقع ألو سيني (الفرنسية)
- إيما ريجبي على موقع أول موفي (الإنجليزية)
- إيما ريجبي على موقع قاعدة بيانات الفيلم (الإنجليزية)
- إيما ريجبي على موقع كينوبويسك (الروسية)